# Avante!
O Avante! é o jornal oficial do Partido Comunista Português, e iniciou clandestinamente a sua publicação em 1931. O seu lema é «Proletários de todos os países, UNI-VOS!».

## História
O Avante! iniciou a sua publicação, clandestina, em 15 de fevereiro de 1931, com periodicidade irregular.

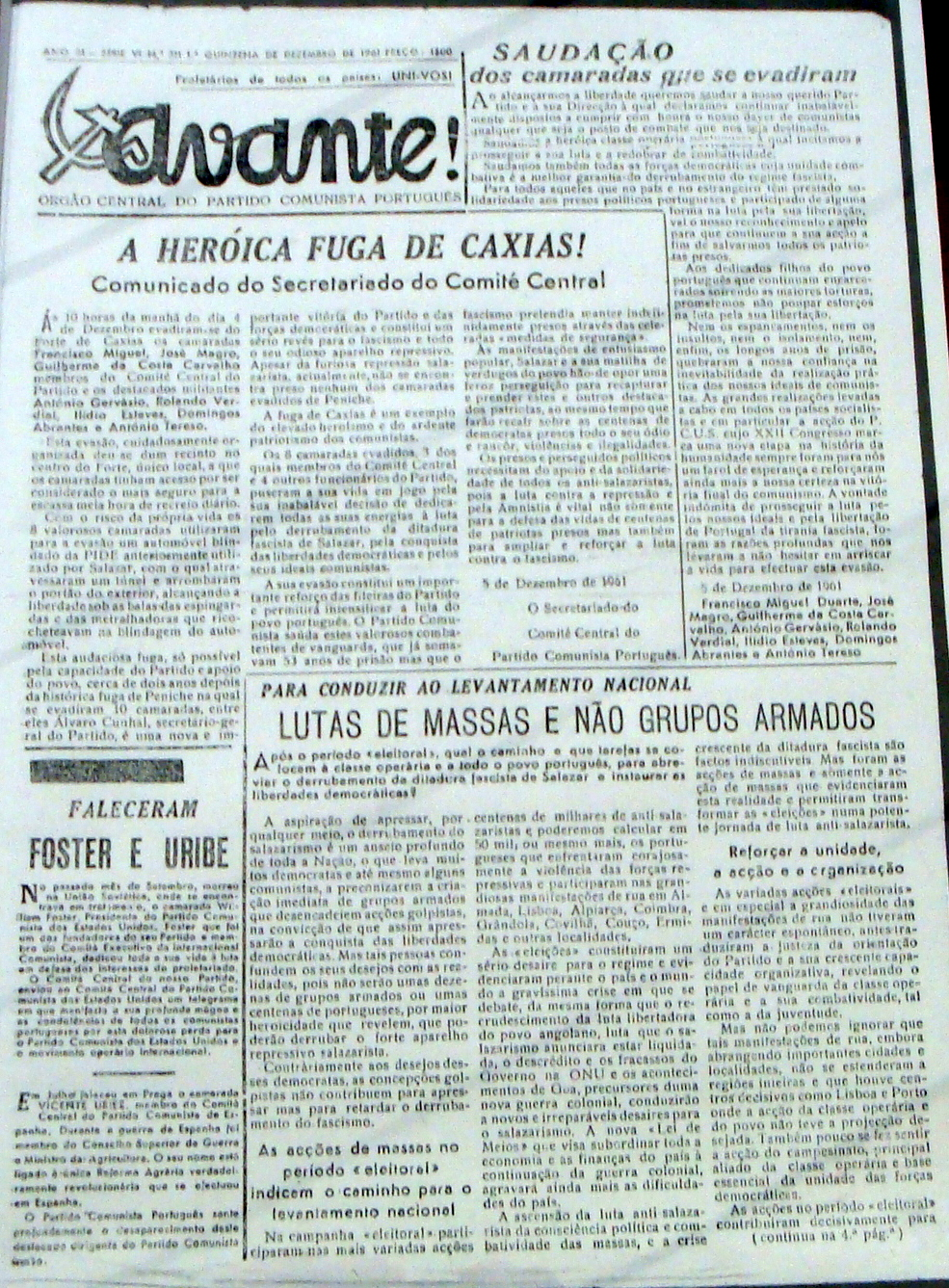
Avante clandestino: dezembro de 1961

Só o primeiro número foi impresso numa tipografia legal, próxima do Largo de São Paulo, em Lisboa, graças a um estudante do liceu Gil Vicente que convenceu o tipógrafo a imprimir, além de um boletim estudantil, mais umas quantas folhas - o «Avante!». A partir daí e até ao 25 de Abril, o jornal foi sempre impresso em tipografias clandestinas. Por altura da apanha da azeitona chegaram a cair jornais «Avante!» das oliveiras em terras alentejanas, uma das muitas formas encontradas para distribuir clandestinamente o órgão central do PCP.

O trabalho era todo feito manualmente, por funcionários que pareciam ter uma vida normal. Algumas vezes a perseguição da PIDE (Polícia Internacional de Defesa do Estado) resultou na morte dos tipógrafos. No dia 24 de janeiro de 1950, o corpo do funcionário José Moreira deu entrada na morgue com a indicação de que caíra de uma janela, no entanto, o operário vidreiro e responsável pelas tipografias do Jornal «Avante!», foi capturado durante assalto a uma casa clandestina do PCP em Vila do Paço e torturado pela PIDE, que o interrogou e espancou até à morte, acabando por o atirar da janela. Joaquim Barradas de Carvalho afirma que o operário "foi torturado pela PIDE e foi morto na tortura sem ter dito uma palavra acerca daquilo que era conveniente guardar acerca do trabalho do Partido Comunista Português na clandestinidade". Maria Machado, professora primária e militante do PCP do qual foi funcionária clandestina entre 1942 e 1945, trabalhava numa tipografia na povoação de Barqueiro, em Alvaiázere, quando a PIDE a assaltou. Tendo ficado para trás para permitir a fuga aos restantes tipógrafos, foi presa e torturada, e não prestou nenhuma declaração. Enquanto era arrastada pelos agentes da PIDE, gritou: «Se a liberdade de imprensa não fosse uma farsa, esta tipografia não precisava de ser clandestina. Isto aqui é a tipografia do jornal clandestino «Avante!». O «Avante!» defende os interesses do povo trabalhador de Portugal.». Joaquim Rafael teve uma vida de inteira abnegação dedicada à imprensa clandestina do Partido. Entre 1943 e 1945, Joaquim Rafael esteve ligado à distribuição do «Avante!», passando depois para as tipografias. Nos vinte e cinco anos que se seguiram, tornou-se num dos melhores tipógrafos clandestino e um mestre para novos camaradas que entravam para as tipografias. Referência maior na história da imprensa clandestina, morreu em 1974. José Dias Coelho, escultor e funcionário do PCP, foi assassinado a tiro pela PIDE em 1961, quando se dirigia para um encontro clandestino. Pondo os seus dotes de artista plástico ao serviço da sua causa e do seu Partido, deu um contributo decisivo para a melhoria do aspeto gráfico de vários órgãos de imprensa clandestina, nomeadamente do «Avante!». Das suas mãos saíram muitas das famosas gravuras – de linóleo ou de madeira – que se podem encontrar em numerosos exemplares do «Avante!» clandestino. Em 1972, o cantor Zeca Afonso homenageia-o com a música A Morte Saiu à Rua.
Segundo o jornal Público, as regras para quem trabalhava na clandestinidade eram rigorosas ao ponto de ter que se fazer as malas à mínima suspeita de se ter dado nas vistas.
Em 17 de maio de 1974 foi publicado o primeiro número fora da clandestinidade, tendo passado a semanário desde essa data.

## Redactores principais do Avante! na clandestinidade
| Data de início | Data de fim | Nome do Redactor Principal  |
| -------------- | ----------- | --------------------------- |
| 1931           | 1935        | Bento António Gonçalves     |
| 1935           | 1936        | Miguel Wager Russel         |
| 1936           |             | Alberto de Araújo           |
| 1937           | 1938        | Francisco de Paula Oliveira |
| 1941           | 1942        | Júlio Fogaça                |
| 1943           | 1947        | Álvaro Cunhal               |
| 1947           | 1948        | Sérgio Vilarigues           |
| 1948           | 1949        | Álvaro Cunhal               |
| 1949           | 1954        | Sérgio Vilarigues           |
| 1955           | 1956        | Júlio Fogaça                |
| 1957           |             | Joaquim Pires Jorge         |
| 1957           | 1962        | António Dias Lourenço       |
| 1962           | 1963        | Fernando Blanqui Teixeira   |
| 1963           |             | Jaime Serra                 |
| 1963           | 1965        | Joaquim Gomes               |
| 1966           | 1972        | Sérgio Vilarigues           |
| 1972           | 1974        | Octávio Pato                |

## Coleção do jornal
A coleção do jornal no período da publicação clandestina encontra-se disponível na Internet.

### Citações
1. ↑  Partido Comunista Português (1 de janeiro de 2021). «1921/2021 100 Anos de Luta». editorial-avante.pcp.pt. Consultado em 22 de maio de 2021
2. ↑  Cf. Início da publicação do jornal Avante!.
3. 1 2 3 4 5 6 7  «"Avante!", jornal do PCP, chega aos 70 anos...». Jornal Público. 12 de fevereiro de 2001. Consultado em 12 de dezembro de 2020. Cópia arquivada em 14 de novembro de 2020
4. 1 2 3  «José Moreira e o pensamento moderno português». RTP. 1 de outubro de 1975. Consultado em 12 de dezembro de 2020
5. 1 2 3 4 5 6 7 8 9 10  «Avante! faz 75 anos - Páginas de uma história heróica». PCP. Consultado em 12 de dezembro de 2020. Cópia arquivada em 16 de junho de 2020
6. ↑  Santos, Luísa (janeiro de 2008). «José Dias Coelho - 'Desatando um a um os nós do silêncio'». Academia. 1 páginas. Consultado em 12 de dezembro de 2020. Cópia arquivada em 12 de dezembro de 2020
7. ↑  Santos, Luísa, 2008. pp. 7-8
8. ↑  Santa-Bárbara, Filipe (5 de julho de 2016). «A morte saiu à rua». RTP. Consultado em 13 de dezembro de 2020. Cópia arquivada em 6 de julho de 2016
9. 1 2  Cf.Avante! clandestino.